# Sphaeralcea bonariensis
Sphaeralcea bonariensis är en malvaväxtart som först beskrevs av Antonio José Cavanilles, och fick sitt nu gällande namn av August Heinrich Rudolf Grisebach. Sphaeralcea bonariensis ingår i släktet klotmalvor, och familjen malvaväxter. Inga underarter finns listade i Catalogue of Life.